# کوه آساهی (یاماگاتا)
کوه آساهی  (به ژاپنی: 朝日岳 あさひだけ Asahi-dake) کوهی است که در مرز بین استان یاماگاتا و استان نیگاتا در ژاپن قرار گرفته‌است.. ارتفاع این کوه ۱۸۷۰ متر است. 